# Bessarabśke
Bessarabśke – osiedle typu miejskiego w obwodzie odeskim na Ukrainie, siedziba władz rejonu bołgradzkiego.
Miejscowość znajduje się w południowej Besarabii, została założona w 1814. W 1966 liczyła 4000 mieszkańców.